# Dysdera lagrecai
Dysdera lagrecai este o specie de păianjeni din genul Dysdera, familia Dysderidae, descrisă de Alicata, 1964.
Este endemică în Italia. Conform Catalogue of Life specia Dysdera lagrecai nu are subspecii cunoscute.